# Asiriologija
Asiriologija (iz grčkog Ἀσσυρίᾱ, Assyriā i -λογία -logija) znanstvena je disciplina koja s arheološko-filološkog motrišta proučava razvoj istočnjačkih civilizacija (asirske, babilonske, perzijske, sumerske, elamitske i dr.), kod kojih je u uporabi bilo klinovo pismo. Početci asiriologije javljaju se sredinom 19. stoljeća u doba arheoloških otkrića u Dur-Šarukinu (danas Khorsabad) čije je iskopavanje vodio Paul-Émile Botta, i u Nimrudu čije je iskopavanje vodio Austen Henry Layard. U kasnijim istraživanjima (Babilon, Ur, Uruk, Karkemiš, Boğazkale, Mari itd.) istaknuli su se, uz ostale, Julius Oppert, Robert Koldewey, Reginald Campbell Thompson, Charles Leonard Woolley i Nikolaj Vasiljevič Nikoljski. Odgonetavanju klinova pisma postavio je temelje Georg Friedrich Grotefend 1802. godine; njegov rad nastavili su Henry Creswicke Rawlinson, Edward Hincks, Eberhard Schrader i dr.

## Vanjske poveznice
- Asiriologija, Proleksis enciklopedija